# 植木紀世彦
植木 紀世彦（うえき きよひこ、1974年6月26日 - ）は、日本の俳優。東京都出身。ケイエムシネマ企画所属。
身長：173cm。体重：105kg。血液型：B型。

## 出演

### 映画
- 真夜中の弥次さん喜多さん（2005年）
- 頭文字D THE MOVIE（2005年） - 池谷浩一郎 役
- グッドモーニングス（2007年）
- やじきた道中 てれすこ（2007年）
- 怪談（2007年）
- 新宿インシデント（2009年） - 小林刑事 役
- なくもんか（2009年）
- GOEMON（2009年）
- ばかもの（2010年）
- ポールダンシングボーイ☆ず（2011年）
- 闇金ウシジマくん Part1（2012年）
- カラスの親指（2012年） - 金田高志 役
- テルマエ・ロマエII（2014年）
- トワイライト ささらさや（2014年）
- 星に語りて（2019年）

### テレビドラマ
- 虹色定期便（2003年 - 2004年） - 石井菊也 役 ※デビュー作[1]
- 夢みる葡萄 〜本を読む女〜 第3話「ワイン美人選考会」（2003年）
- ホーリーランド（2005年） - 岩戸 役
- 功名が辻 第46話「土佐二百万石」・第47話「種咲浜の悲劇」（2006年）
- 功名が辻スペシャル 〜武田鉄矢 戦国を斬る〜 後編（2006年）
- 夏ドラ!スペシャル・新幹線ガール（2007年）
- 結婚詐欺師（2007年） - 村上 役
- 陽炎の辻2〜居眠り磐音 江戸双紙〜（2008年）
- Go Ape ゴー・エイプ（2009年）
- 奥様は警視総監 第4作「元警視総監の専業主婦料理教室の密室殺人トリックに挑む! 見せかけの友情と怨恨が悲劇を起す! 殺しの隠し味は味噌!?」（2009年） - がっちゃん 役
- 全開ガール 第1話「キスから何も始まらない事証明してやる!」（2011年）
- 最後から二番目の恋 第2話「ひとりって切ないくらい自由」（2012年）
- リッチマン、プアウーマン（2012年、フジテレビ） - 細木理一 役
  - リッチマン、プアウーマン in ニューヨーク（2013年）
- MONSTERS 第6話「変人刑事vs天才発明家!! 完全密室は本当に完全?」（2012年） - 安岡仁 役
- 救命病棟24時 第5シリーズ 第7話「小島楓、運命の試練! 涙の脳死臓器提供」（2013年） - 山路健太郎 役
- 鍵のない夢を見る 第2夜「美弥谷団地の逃亡者」（2013年） - 小暮 役
- サザエさん パート4（2013年）
- 死神くん 第2話「悪魔誕生 デスノートで上司のいじめに復讐する男!?」（2014年） - 村田守 役
- 平成舞祭組男（2014年） - 山口熊雄 役
- ウルトラマンギンガS 第11話「ガンQの涙」（2014年） - アクマニヤ星人ムエルテ（SD） 役
- 相棒
  - season13 第18話「苦い水」（2015年） - 小峠 役
  - season19（2021年） ‐ 椿家丈團 役
- ブラックペアン 第7話（2018年6月3日、TBS） - 患者 役
- 仮面ライダーギーツ 第25話「慟哭I：ジャマトグランプリ」（2023年） - 鬼塚豊 役
- オクトー 〜感情捜査官 心野朱梨〜 Season2 最終話（2024年12月12日、読売テレビ・日本テレビ系） - 監察官 役
- ホットスポット 第1話・第5話（2025年1月12日・2月9日、日本テレビ） - トラック運転手 役[2]
- ダメマネ! -ダメなタレント、マネジメントします- 第6話（2025年5月25日、日本テレビ） - スーパーのオーナー 役[3]

### 再現ドラマ
- 未来創造堂

### ウェブドラマ
- 仮面ライダーアマゾンズ（2016年、Amazonプライム・ビデオ）- レストランのオーナー / カニアマゾン 役[4]
- 地面師たち（2024年7月25日 - 、Netflix） - 刑事 役[5]

### 舞台
- 新・近松心中物語（2004年 - 2005年）
- クラウディアからの手紙
- ルドンの黙示（2008年）
- 夏光線
- いい日、リストラ - 酒井 役

### CM
- 日清食品「太麺堂々」
- ヒロセ通商株式会社
- ロート製薬「和漢箋」
- ローランド

### WEB
- 危険なカンケイ 第13話（2013年）